# Liste des sénateurs de la Haute-Marne
Cet article est une liste des sénateurs élus dans la Haute-Marne depuis la IIIe République.

## IIIeRépublique
- Louis Robert-Dehault de 1876 à 1881
- Félix Pélissier de 1876 à 1887
- Alexandre Donnot de 1882 à 1886
- Jean Danelle-Bernardin de 1887 à 1916
- Jean Darbot de 1888 à 1920
- Pierre Bizot de Fonteny de 1888 à 1908
- Léon Mougeot de 1908 à 1920
- Arthur Maranguet de 1920 à 1924
- Georges Quilliard de 1920 à 1924
- Émile Humblot de 1920 à 1931
- Joseph Courtier de 1924 à 1933
- Émile Cassez de 1924 à 1940
- Georges Ulmo de 1932 à 1940
- Raymond Martin de 1933 à 1940

## IVeRépublique
- Georges Maire de 1946 à 1955
- Charles Barret de 1948 à 1954
- Edgard Pisani de 1954 à 1959
- Pierre Mathey de 1955 à 1959

## VeRépublique
- Edgard Pisani de 1959 à 1961 et de 1974 à 1981
- Pierre Mathey de 1959 à 1972
- Raymond Boin de 1961 à 1974
- René Rollin de 1972 à 1974
- Georges Berchet de 1974 à 2001
- Jacques-Richard Delong de 1981 à 2001
- Charles Guené (UMP puis LR) de 2001 - 2023.

### Mandat 2023-2029
| Nom                | Parti | Parti | Autres mandats                                            |
| ------------------ | ----- | ----- | --------------------------------------------------------- |
| Bruno Sido         |       | LR    | Sénateur sortant,                                         |
| Anne-Marie Nédélec |       | DVD   | Vice-Présidente du conseil départemental, maire de Nogent |